# Hashimotos sjukdom
Hashimotos sjukdom är en autoimmun sjukdom som drabbar sköldkörteln. Sjukdomen karakteriseras av att kroppen bildas autoantikroppar som startar immunologiska processer mot den egna vävnaden, i detta fall sköldkörteln. Det orsakar en kronisk inflammation som allt eftersom sköldkörtelvävnad bryts ner av immunförsvaret försämrar sköldkörtelns funktion. Hashimotos sjukdom var den första sjukdomen som blev känd som en autoimmun sjukdom. Sjukdomen upptäcktes av Hakaru Hashimoto från Japan i början på 1910-talet.

## Symtom
Hashimotos sjukdom leder i de flesta fall till hypotyreos, brist på sköldkörtelhormoner. Symptom på hypotyreos är bland annat: trötthet, viktökning, blekt och/eller svullet ansikte, frusenhet, många och täta infektioner, mjölksyra vid liten eller måttlig ansträngning, led- och muskelvärk, förstoppning, näsblod, bortfall av yttre delen av ögonbrynen, håravfall, vitamin- och mineralbrister, torrt hår, oregelbunden menstruation, stora menstruationsblödningar, depression, panikångest, arytmier, svårigheter att bli gravid, ökad risk för missfall. 
Vid insjuknandet är det vanligt att man istället har för mycket sköldkörtelhormon i kroppen. Detta beror på att det kan läcka ut hormoner när sköldkörteln blir attackerad. Därför kan det hända att man upplever symptom på hypertyreos i början av sjukdomsförloppet.
Man kan få struma, förstorad sköldkörtel, vid Hashimotos sjukdom men förändringar i sköldkörtelfunktionen kan också vara icke se- och kännbara.
Hashimotos sjukdom är ca 7 gånger mer vanlig hos kvinnor än hos män. Sjukdomen kan förekomma hos tonåringar och unga kvinnor, men det vanligaste är att det visar sig först i medelåldern. Människor som har Hashimotos sjukdom har ofta familjemedlemmar som har Hashimotos sjukdom eller andra autoimmuna sjukdomar och ibland har de andra autoimmuna sjukdomar själva.

## Diagnos
Sjukdomen diagnostiseras genom påvisande av antikroppar mot sköldkörteln, TPO-antikroppar, i blodet. Sjukdomen karakteriseras också av en invasion i sköldkörtelvävnaden av leukocyter, mestadels T-lymfocyter och detta kan man upptäcka via biopsi av sköldkörteln. Blodprover för sköldkörtelfunktion kan visa under- eller överskott av sköldkörtelhormoner.

## Behandling
Det finns idag inget botemedel mot orsaken till Hashimotos sjukdom utan man behandlar symptomen, som ofta är relaterade till hypotyreos. Det görs med den verksamma substansen levotyroxin, syntetiskt tyroxin (T4).

## Historik
Den japanske läkaren Hakaru Hashimoto var 1912 först med att publicera upptäckten av sjukdomen med underfunktion i sköldkörteln.